# Wulfila pretiosus
Wulfila pretiosus là một loài nhện trong họ Anyphaenidae.
Loài này thuộc chi Wulfila. Wulfila pretiosus được Richard C. Banks miêu tả năm 1914.